# Antoine Beyens

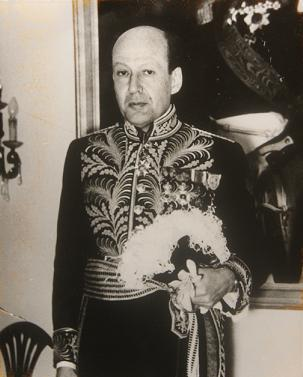
Antoine Beyens

Antoine Beyens (* 6. Oktober 1906 in Paris; † 15. Dezember 1995 in Brüssel) war ein belgischer Diplomat, zuletzt im Rang eines Botschafters.

## Leben
Antoine Beyens war der Sohn von Marguerite Oppenheim und Eugène Beyens. 1935 war Antoine Beyens Botschaftssekretär zweiter Klasse in Washington. Bis 1939 war Antoine Beyens in Mexiko. 1940 war Antoine Beyens in London bei der belgischen Exilregierung von Paul-Henri Spaak.
Ab November 1945 verhandelte Antoine Beyens mit der Regierung von Francisco Franco über eine Auslieferung von Léon Degrelle. Spaak hatte öffentlich die Auslieferung Degrelles als Voraussetzung zur Entsendung eines Botschafters gemacht. Am 15. Dezember 1946 löste er Jacques de Thier als Geschäftsträger in Madrid ab. Anfang 1951 wechselte Beyens als Generalkonsul nach Französisch-Marokko in Rabat. Von 1958 bis 1962 war Beyens Botschafter bei António de Oliveira Salazar in Lissabon. Von 1963 bis 1967 war Beyens Botschafter bei Francisco Franco. Von 1967 bis 1971 wurde Beyens in der Personalabteilung des Außenministeriums beschäftigt.